# David Blatt
David Michael Blatt (hebr. דיוויד בלאט; ur. 22 maja 1959 w Framingham) – amerykański koszykarz oraz trener koszykarski żydowskiego pochodzenia.
20 czerwca 2014 Blatt został zatrudniony na stanowisko trenera przez Cleveland Cavaliers. W sezonie 2014/15 Cavaliers doszli do finałów NBA, przegrywając w nich 4–2 z Golden State Warriors. 22 stycznia 2016 został zwolniony i zastąpiony na stanowisku przez Tyronna Lue.

## Osiągnięcia

### Zawodnicze
Drużynowe
- Wicemistrz Izraela (1990)
- Finalista Pucharu Izraela (1990)

Reprezentacja
- Mistrz Olimpiady Machabejskiej (1981)

### Trenerskie
Drużynowe
Jako główny trener
- Finalista NBA (2015)[4]
- Mistrz:
  - Euroligi (2014)[5]
  - Suproligi (2001)
  - FIBA EuroChallenge (2005)[5]
  - Ligi Adriatyckiej (2012)[5]
  - Izraela  (2002, 2003, 2011, 2012, 2014)[5]
  - Włoch (2006)[5]
- Wicemistrz:
  - Izraela (2013)
  - Ligi Adriatyckiej (2003)
- Zdobywca:
  - pucharu:
    - Izraela (2002, 2003, 2011–2014)[5]
    - Włoch (2007)[5]

  - superpucharu:
    - Izraela (2011–2014)
    - superpucharu Włoch (2007)
- Finalista:
  - pucharu: 
    - Interkontynentalnego FIBA (2014)

  - Izraela (1998)
  - superpucharu Włoch (2006)

Jako asystent trenera
- Mistrz:
  - Euroligi (2001, 2004)
  - Izraela (2000, 2001, 2004)
- Wicemistrz:
  - Euroligi (2000)
  - Izraela (1995)
- Zdobywca pucharu Izraela (2000, 2001, 2004)

Indywidualne
- Trener:
  - roku:
    - Euroligi (2014)[5]
    - ligi:
      - izraelskiej (1996, 2002, 2011, 2014)
      - rosyjskiej (2005)[5]

  - miesiąca Konferencji Wschodniej NBA (marzec 2015)
  - drużyny reszty świata podczas FIBA EuroChallenge All-Star Game (2005)
- Laureat Russian Federation Order of Friendship Award (2014)

Reprezentacje
- Mistrz Europy (2007)[5]
- Brązowy medalista mistrzostw Europy (2011)[5]
- Brązowy medalista olimpijski (2012)[5]
- Uczestnik:
  - igrzysk olimpijskich (2008 – 9. miejsce, 2012)
  - mistrzostw Europy (2007, 2009 – 7. miejsce, 2011)
  - mistrzostw świata (2010 – 7. miejsce)